# Cratere Thākur
Thākur  è un cratere sulla superficie di Mercurio.